# Ren Hayakawa
Ren Hayakawa (早川 漣?, Hayakawa Ren; Anyang, 24 agosto 1987) è un'arciera giapponese, vincitrice della medaglia di bronzo a squadre ai Giochi di Londra 2012.

## Palmarès
- Giochi olimpici

2012 - Londra: bronzo a squadre.
- Campionati asiatici di tiro con l'arco

2011 - Tehran: oro individuale, argento a squadre miste e bronzo a squadre femminili.